# Gijs Damen
Gijs Damen (20 de julio de 1979) es un deportista neerlandés que compitió en natación, especialista en el estilo libre.
Ganó cuatro medallas en el Campeonato Europeo de Natación en Piscina Corta entre los años 2001 y 2005.

## Palmarés internacional
| Campeonato Europeo en Piscina Corta | Campeonato Europeo en Piscina Corta | Campeonato Europeo en Piscina Corta | Campeonato Europeo en Piscina Corta |
| Año                                 | Lugar                               | Medalla                             | Prueba                              |
| ----------------------------------- | ----------------------------------- | ----------------------------------- | ----------------------------------- |
| 2001                                | Amberes (Bélgica)                   | Medalla de plata                    | 4 × 50 m libre                      |
| 2002                                | Riesa (Alemania)                    | Medalla de oro                      | 4 × 50 m libre                      |
| 2003                                | Dublín (Irlanda)                    | Medalla de oro                      | 4 × 50 m libre                      |
| 2005                                | Trieste (Italia)                    | Medalla de oro                      | 4 × 50 m libre                      |